# Csurgó
Csurgó é uma cidade da Hungria, situada no condado de Somogy. Tem 59,42 km² de área e sua população em 2019 foi estimada em 4.741 habitantes.